# Mind of Mine
Mind of Mine es el álbum debut, como solista, del cantante y compositor inglés Zayn Malik. El disco lo publicó el sello discográfico RCA Records el 25 de marzo de 2016. El álbum fue precedido del lanzamiento del sencillo «PILLOWTALK», el cual debutó en el primer puesto de varias listas musicales internacionales, incluyendo la UK Singles Chart del Reino Unido y la Billboard Hot 100 de los Estados Unidos. El 10 de marzo de 2016 se lanzó <<BeFoUr>> como primer sencillo promocional del álbum. Mind of Mine recibió buenas comentarios por parte de los críticos de música, quienes elogiaron la dirección musical de Malik, su voz, y la producción del material. Mind of Mine debutó en el número 1 en 70 países, convirtiéndose en el primer artista masculino en debutar en el primer sitio en el Reino Unido y Estados Unidos con su álbum debut.

## Lista de canciones
| Edición estándar |                        |                                                                                           |                |          |  |
| N.º              | Título                 | Escritor(es)                                                                              | Productor(es)  | Duración |  |
| 1.               | «Mind of Mind (Intro)» | Zayn Malik * Chase Wells * James Griffin * Kevin Rains * James Emerson * Salvador Waviest | XYZ            | 0:57     |  |
| 2.               | «Pillowtalk»           | Malik * Levi Lennox * Anthony Hannides * Michael Hannides * Joe Garrett                   | Lennox * MYKL  | 3:23     |  |
| 3.               | «It's You»             | Malik * James Ho * Harold Lilly                                                           | Malay          | 3:46     |  |
| 4.               | «Befour»               | Malik                                                                                     | Malay          | 3:29     |  |
| 5.               | «She»                  | Malik* Alan Sampson * A. Hannides * M. Hannides                                           | Sampson * MYKL | 3:09     |  |
| 6.               | «Drunk»                | Malik * Sampson * A. Hannides * M. Hannides                                               | Sampson * MYKL | 3:25     |  |
| 7.               | «INTERMISSION: Flower» | Malik * Ho                                                                                | Malay          | 1:44     |  |
| 8.               | «Rear View»            | Malik * Ho * Lilly                                                                        | Malay          | 3:21     |  |
| 9.               | «Wrong» (con Kehlani)  | Malik * Wells * Griffin * Rains * Emerson * Waviest * Kehlani Parrish                     | XYZ            | 3:32     |  |
| 10.              | «FooL For You»         | Malik * Wells * Griffin * Rains * Emerson * Waviest                                       | XYZ            | 3:22     |  |
| 11.              | «Bordersz»             | Malik * Ho * Lilly * A. Hannides * M. Hannides                                            | Malay          | 3:59     |  |
| 12.              | «Truth»                | Malik * Ho * Wells * Griffin * Rains * Emerson * Waviest                                  | Malay * XYZ    | 4:05     |  |
| 13.              | «Lucozade»             | Malik * Wells * Griffin * Rains * Emerson * Waviest                                       | XYZ            | 4:12     |  |
| 45:20            |                        |                                                                                           |                |          |  |

| Edición de lujo |                     |                                                        |               |          |  |
| N.º             | Título              | Escritor(es)                                           | Productor(es) | Duración |  |
| 15.             | «BLUE»              | Malik Ho Lilly                                         | Malay         | 3:44     |  |
| 16.             | «BRIGHT»            | Malik Ho Lilly                                         | Malay         | 2:56     |  |
| 17.             | «LIKE I WOULD»      | Malik Robin Weisse Wells Griffin Rains Emerson Waviest | XYZ           | 3:12     |  |
| 18.             | «SHE DON'T LOVE ME» | Malik Wells Griffin Rains Emerson Waviest              | XYZ           | 4:15     |  |
| 59:27           |                     |                                                        |               |          |  |

| Edición de Target |                     |                                                     |               |          |  |
| N.º               | Título              | Escritor(es)                                        | Productor(es) | Duración |  |
| 19.               | «Do something Good» | Malik Ho Lilly                                      | Malay         | 3:51     |  |
| 20.               | «GOLDEN»            | Malik * Wells * Griffin * Rains * Emerson * Waviest | XYZ           | 3:14     |  |
| 66:32             |                     |                                                     |               |          |  |

| Edición japonesa |                                        |                                                      |               |          |  |
| N.º              | Título                                 | Escritor(es)                                         | Productor(es) | Duración |  |
| 21.              | «PILLOWTALK (The Living Room Session)» | Malik * Lennox * A. Hannides * M. Hannides * Garrett | XYZ * Lennox  | 2:25     |  |
| 68:57            |                                        |                                                      |               |          |  |

## Charts
| Chart (2016)                        | Listas |
| ----------------------------------- | ------ |
| Argentina (CAPIF)                   | 1      |
| Australia (ARIA)                    | 1      |
| Austria (Ö3 Austria)                | 2      |
| Bélgica (Ultratop flamenca)         | 8      |
| Bélgica (Ultratop valona)           | 5      |
| Brasil (ABPD)                       | 2      |
| Canadá (Billboard Canadian Albums)  | 1      |
| República Checa (ČNS IFPI)          | 16     |
| Dinamarca (Hitlisten)               | 9      |
| Países Bajos (Album Top 100)        | 3      |
| Finlandia (Suomen Virallinen Lista) | 3      |
| Francia (SNEP)                      | 3      |
| Grecia (IFPI)                       | 22     |
| Hungría (Mahasz)                    | 14     |
| Irlanda (IRMA)                      | 2      |
| Italia (FIMI)                       | 2      |
| Japón (Oricon)                      | 29     |
| Japón (Oricon)                      | 2      |
| Corea del Sur (Gaon)                | 40     |
| México (AMPROFON)                   | 1      |
| Nueva Zelanda (Recorded Music NZ)   | 1      |
| Noruega (VG-lista)                  | 12     |
| Polonia (ZPAV)                      | 2      |
| Portugal (AFP)                      | 1      |
| Rusia (Russian Music Charts)        | 4      |
| España (PROMUSICAE)                 | 2      |
| Suecia (Sverigetopplistan)          | 1      |
| Suiza (Schweizer Hitparade)         | 5      |
| República de China (Five Music)     | 1      |
| Reino Unido (UK Albums Chart)       | 1      |
| Reino Unido (UK R&B Albums)         | 1      |
| Estados Unidos (Billboard 200)      | 1      |

## Certificaciones
| País   | Organismo certificador | Certificación | Ventas certificadas | Ref.   |
| ------ | ---------------------- | ------------- | ------------------- | ------ |
| México | AMPROFON               | Platino       | 60,000              | [ 35 ] |